# Erosão remontante
É denominado de erosão remontante o processo de expansão de uma bacia hidrográfica mediante a erosão ou incisão fluvial na parte alta de seus rios ou barrancos. Ocorre quando há a interceptação do lençol freático pela superfície do terreno.